# Csaotung
Csaotung (egyszerűsített kínai írással: 昭通市, pinjin: Zhāotōng Shì) prefektúra szintű város Kínában, Jünnan tartományban. Lakosainak száma 5 092 611 fő (2020).

## Népesség
| 2020 | 5 092 611 |